# Frederic d'Anhalt-Harzgerode
Frederic d'Anhalt-Harzgerode (en alemany Friedrich von Anhalt-Bernburg-Harzgerode) va néixer a Ensdorf (Alemanya) el 16 de novembre de 1613 i va morir a Plötzkau el 30 de juny de 1670. Era un noble alemany, príncep de la Casa d'Ascània, el quart fill de Cristià I d'Anhalt-Bernburg (1568-1630) i d'Anna de Bentheim-Tecklenburg
(1579-1624).
Després de la mort del seu pare, el 1630, tant ell com el seu germà Ernest van ser exclosos del govern d'Anhalt-Bernburg pel seu germà gran Cristià II. Ernest va morir dos anys després, sense tenir descendència. I no va ser fins al 1635 que Cristià II va acordar amb Frederic, aleshores l'únic germà supervivent, la divisió del principat, de manera que a ell li va correspondre Harzgerode.
Frederic va governar el seu petit principat sense massa complicacions durant més de trenta anys, fins al 1665, quan l'extinció de la branca d'Anhalt-Plötzkau va canviar la divisió inicial del principat d'Anhalt. Així, Plötzkau va retornar a Anhalt-Bernburg, del qual s'havia separat per a crear un nou principat; però el seu germà Cristian II el va cedir a Frederic, el qual s'hi establí fins a la seva mort, cinc anys després.

## Matrimoni i fills
El 10 d'agost de 1642 es va casar a Bückeburg amb Joana Elisabet de Nassau-Hadamar (1619-1647), filla de Joan Lluís de Nassau-Hadamar (1590-1653) i d'Úrsula de Lippe (1598-1638). El matrimoni va tenir tres fills:
- Guillem Lluís d'Anhalt-Harzgerode (1643-1709), casat primer amb Elisabet Albertina de Solms-Laubach (1631-1693), i després amb Sofia Augusta de Nassau-Dillenburg (1666-1733).
- Anna Úrsula (1645-1647).
- Elisabet Carlota (1647-1723), casada primer amb Guillem Lluís d'Anhalt-Köthen (1638-1665), i després amb August de Schleswig-Holstein-Sonderburg-Plön (1635-1699).

El 26 de maig de 1657 es va casar per segona vegada a Harzgerode amb Anna Caterina de Lippe (1612-1659), filla de Simó VII de Lippe-Detmold. D'aquest segons matrimoni no va tenir-ne fills.